# Callipurbeckia
Callipurbeckia is een geslacht van uitgestorven neopterygische straalvinnige beenvissen uit het Jura en het Krijt. Fossielen zijn gevonden in Duitsland, Tanzania en Engeland. Het bevat drie soorten, die eerder werden ingedeeld in het verwante geslacht Lepidotes.

## Soorten
- C. minor (Agassiz, 1833)
- C. notopterus (Agassiz, 1833)
- C. tendaguruensis (Wagner, 1863)